# Clã Chattan
O Clã Chattan é um clã escocês.
O atual chefe é Malcolm K. MacKintosh.